# Leonid Sokołow
Leonid Iwanowicz Sokołow (ros. Леони́д Ива́нович Соколо́в, ur. 1907, zm. 1988) – radziecki polityk, działacz partyjny i dyplomata.

## Życiorys
Od 1926 członek WKP(b), ukończył Leningradzki Instytut Polityczno-Oświatowy im. N. Krupskiej, od 1933 zastępca szefa wydziału politycznego sowchozu, 1938-1939 kierownik Wydziału Propagandy i Agitacji Komitetu Obwodowego WKP(b) w Nowosybirsku. Od stycznia 1939 do 1941 sekretarz Nowosybirskiego Komitetu Obwodowego WKP(b) ds. propagandy i agitacji, od 1943 do listopada 1945 szef Wydziału Politycznego 6 Gwardyjskiej Armii, od listopada 1945 do listopada 1946 ponownie sekretarz Nowosybirskiego Komitetu Obwodowego WKP(b) ds. Propagandy i Agitacji. Od listopada 1946 do maja 1949 przewodniczący Komitetu Wykonawczego Nowosybirskiej Rady Obwodowej, 1954-1956 radca Ambasady ZSRR w Wietnamie, 1956-1957 I zastępca kierownika Wydziału Kadr Ministerstwa Spraw Zagranicznych ZSRR, od 3 stycznia 1958 do 10 kwietnia 1961 ambasador nadzwyczajny i pełnomocny ZSRR w Wietnamie. Od kwietnia 1961 do 1969 radca Wydziału V Europejskiego MSZ ZSRR, następnie zwolniony. Odznaczony dwoma Orderami Czerwonego Sztandaru.